# Laugo Arms Alien
Laugo Arms Alien — самозарядний пістолет, який виробляє чеська компанія Laugo Arms Czechoslovakia. Вперше був представлений у 2019 році та є одним із найточніших пістолетів, які коли-небудь виготовлялися. Alien використовує новий принцип роботи під назвою «Система скидання тиску», яка зменшує віддачу та підкидання ствола, що робить його надзвичайно точним. Пістолет також має ряд інших інноваційних функцій, таких як ергономічна рукоятка, інтегрована кобура та планка Пікатінні для приєднання аксесуарів. Alien доступний у конфігураціях 9 мм, .40 S&W .45 ACP.

## Історія
Самозарядний пістолет Laugo Alien є оригінальною розробкою компанії Laugo Arms, створеної в Словаччині у 2001 році, а у 2017 році, що перебралася до Чехії, Праги. Донедавна єдиною успішною розробкою компанії був пістолет-кулемет Scorpion EVO III, що серійно виробляється в Чехії за ліцензією компанією CZ-UB, однак у 2019 році компанія презентувала новий самозарядний пістолет Laugo Alien («Чужак», «Інопланетянин»), орієнтований на ринок цивільної спортивної зброї. Пістолет був розроблений та запатентований головним конструктором компанії Яном Луканськи (Jan Lucansky), його серійний випуск було розпочато у 2020 році.

## Конструкція
Конструкція пістолета має ряд оригінальних рішень, орієнтованих насамперед на практичну стрілянину. Зброя має дуже низько розташовану вісь ствола, що зменшує його підкидання при швидкій стрільбі, а також нерухому змінну верхню частину рамки та нерухомий ствол, що потенційно забезпечують максимально можливу влучність стрільби. Конструкція зброї модульна, що має на увазі просту заміну верхньої рамки з різними прицільними пристроями, а також легку адаптацію під вимоги різних дивізіонів та дисциплін практичної стрільби за правилами IPSC, USPSA чи IDPA.
Самозарядний пістолет Laugo Alien використовує автоматику з нерухомим стволом і газовим гальмуванням вільного затвора, ідеологічно подібну до використаної в пістолеті HK P7. Однак у чеському пістолеті газовий поршень і циліндр розташовані над стволом, зі зміщенням праворуч від осі зброї. Поворотна пружина затвора також розташована над стволом, ліворуч від газового циліндра. Затвор переважно своєї маси розташований вище ствола. Зверху стовбур і затвор прикриває рамка, що знімається, що залишається нерухомою при стрільбі, на яку монтуються механічні або оптичні прицільні пристосування. Зсередини до рамки підвішено ударний механізм із прихованим курком, вісь обертання якого розташована над стволом. Спусковий гачок пов'язаний із шепталом курка за допомогою системи штовхачів та тяг. Пістолет має спуск одинарної дії, без самовзводу. Ручних запобіжників у конструкції не передбачено, на спусковому гачку є автоматичний запобіжник. На задньому торці затвора є механічний індикатор зведення курка. У пістолеті використовують дворядні магазини з виходом патронів в один ряд.

## Застосування
8 липня 2023 року на поясі бійця із супроводу президента Зеленського та керівника ГУР Буданова помітили незвичний та рідкісний 9-мм пістолет Alien. Достеменно невідомо, до якого підрозділу належить власник цієї зброї. На острові могли перебувати як бійці підрозділу охорони президента, так і службовці ГУР, що прибули разом з Будановим. Цей пістолет досить рідкісний, а його вартість становить близько п'яти тисяч доларів, що у п'ять-десять разів перевищує вартість більшості напівавтоматичних пістолетів на ринку. Таке озброєння недоступне для більшості українських військових підрозділів, проте бійці Головного управління розвідки мають відповідний рівень доступу, аби його отримати.